# Gladiolus crispulatus
Gladiolus crispulatus är en irisväxtart som beskrevs av Harriet Margaret Louisa Bolus. Gladiolus crispulatus ingår i släktet sabelliljor, och familjen irisväxter. Inga underarter finns listade i Catalogue of Life.